# کریستیان کولامائه
کریستیان کولامائه (استونیایی: Kristian Kullamäe؛ زادهٔ ۲۵ مهٔ ۱۹۹۹) بازیکن بسکتبال اهل استونی است.
وی در مسابقات کشوری و بین‌المللی در مجموع برندهٔ ۱ مدال برنز شده‌است.